# تجاوز (فیلم هندی ۲۰۱۱)
تجاوز (به تلگو: Dookudu) فیلمی محصول سال ۲۰۱۱ و به کارگردانی سرینو وایتلا است. در این فیلم بازیگرانی همچون ماهش بابو، سامانتا روت پرابو، براهماناندام، پراکاش راج، سنو سود ایفای نقش کرده‌اند.